# Fábio Ramon Rosa de los Santos
Fábio Ramon Rosa de los Santos, más conocido como De Los Santos (25 de marzo de 1972) es un futbolista argentino.

## Clubes
| Club               | País      | Temporadas |
| ------------------ | --------- | ---------- |
| CA Rosário Central | Argentina | 1999       |
| EC São José        | Brasil    | 2000       |
| Grêmio FBPA        | Brasil    | 2001       |
| Botafogo FC        | Brasil    | 2002       |
| Mogi Mirim EC      | Brasil    | 2002       |
| Grêmio FBS         | Brasil    | 2002       |
| SE Gama            | Brasil    | 2003       |
| Criciúma EC        | Brasil    | 2004       |
| GE Glória          | Brasil    | 2004-      |